# Mariëtte Frijters
M.A.J.L. (Mariëtte) Frijters-Klijnen (Best, 23 april 1953) is een Nederlands diëtiste en juriste en was politica voor de Partij voor de Vrijheid.
Frijters-Klijnen ging na haar gymnasium-B-diploma naar het hoger beroepsonderwijs, waar zij een opleiding volgde tot diëtiste. Daarna deed ze een studie Nederlands recht aan de Open Universiteit.
Van 10 maart 2011 tot 25 maart 2015 was ze lid van de PVV-fractie in de Provinciale Staten van Noord-Brabant. Ze was van 7 juni 2011 tot 9 juni 2015 lid van de Eerste Kamer. Bij zowel de Provinciale Staten als bij de Eerste Kamerverkiezingen in 2011 overschreed zij de kiesdrempel en eindigde zij als tweede op de lijst.
Tezamen met enkele andere collega's heeft zij aan de basis gestaan van de vorming van de fractie van de PVV Noord-Brabant. Ze was voorzitter van de Stichting PVV Noord-Brabant van 11 maart 2011 tot 18 maart 2015. In de PVV-fractie van de Provinciale Staten Noord-Brabant vervulde zij de functie van vicevoorzitter en secretaris. Zij was woordvoerster voor de PVV in de Commissie Cultuur en Samenleving en in de Commissie Integriteit.
In de Eerste Kamer was zij woordvoerder in de vaste Kamercommissie Volksgezondheid Welzijn en Sport. Ook was zij lid van de Kamercommissies Justitie en Veiligheid en Onderwijs Cultuur en Wetenschappen. Tevens was zij plaatsvervangend lid van de Raadgevende Interparlementaire Beneluxraad (Benelux-parlement).
Onderscheidingen:
- Inhuldigingsmedaille (2013)
- Ridder in de Orde van Oranje-Nassau (2020)

- Parlement.com: vinxl2kgh0zz